# Вйонзовниця-Дужа
Вйонзовниця-Дужа (пол. Wiązownica Duża) — село в Польщі, у гміні Сташув Сташовського повіту Свентокшиського воєводства.
Населення — 693 особи (2011).
У 1975-1998 роках село належало до Тарнобжезького воєводства.

## Демографія
Демографічна структура на день 31 березня 2011 року:
|          | Загалом | Допрацездатний вік | Працездатний вік | Постпрацездатний вік |
| -------- | ------- | ------------------ | ---------------- | -------------------- |
| Чоловіки | 358     | 83                 | 249              | 26                   |
| Жінки    | 335     | 69                 | 201              | 65                   |
| Разом    | 693     | 152                | 450              | 91                   |